# VEE T 1
Der VEE T1 war ein zweiachsiger Dieseltriebwagen der Vorwohle-Emmerthaler Eisenbahn-Gesellschaft. Er wurde 1935 von der WUMAG Görlitz mit der Fabriknummer 10244 beschafft und war auf mehreren Eisenbahnstrecken im Firmenverbund der Deutschen Eisenbahn-Betriebsgesellschaft (DEBG) und der SWEG im Einsatz. Er war bis 1977 in Betrieb und ist nicht mehr vorhanden.

## Geschichte und Einsatz

### VEE T1
Nachdem die DEGB bereits 1933 erste Dieseltriebwagen beschafft hatte, erhielt sie 1935 von der WUMAG Görlitz einen zweimotorischen Triebwagen, der außer für den Personentransport auch zum Transport von einzelnen Bei- oder Güterwagen vorgesehen war. Er wurde zum Jahreswechsel 1935/36 zuerst auf der Vorwohle-Emmerthaler Eisenbahn-Gesellschaft eingesetzt. Auf Grund der Steigungsverhältnisse bei der VEE konnte er nur mit eine Beiwagen verkehren. Er hatte anfangs Achsen aus Chrom-Nickel-Stahl, die aber nicht genug Dauerfestigkeit besaßen. Mit dem Austausch gegen geeignetere Achsen ließ sich dieses Problem beseitigen. Während des Zweiten Weltkrieges wurde der Triebwagen abgestellt und gelangte danach vorläufig in Besitz der Besatzungsmacht.

### VDD VT 1
Nach Rückgabe des Triebwagens setzte die DEBG den Triebwagen bei der Kleinbahn Voldagsen-Duingen-Delligsen (VDD) ein und verwendete ihn auch als Schlepptriebwagen. Ab 1953 wurde er auf der Harmersbachtalbahn eingesetzt.
1959 wurde er auf Veranlassung der DBEG mit einer  Maschinenanlage mit luftgekühlten Motoren von KHD ausgerüstet. Der Triebwagen erhielt zwei Motoren KHD A8L64 mit je einem Differentialwandlergetriebe mit Getriebeautomatik. 1959 wurde der in der Waggonfabrik Rastatt modernisiert, wobei sich das Äußere geringfügig änderte. Nach diesen Umbau führte der Triebwagen auf der Harmersbachtalbahn den gesamten Güter- und Personenverkehr durch. Bei Fristen wurde er von einer Dampflok vertreten.

### SWEG VT 1
Ab dem 1. Mai 1963 wurde die Harmersbachtalbahn von der SWEG übernommen und der Triebwagen kam mit derselben Bezeichnung in deren Bestand. Er wechselte dann in den Bestand der Münstertalbahn, bevor er 1969 zur Kandertalbahn gelangte. Das war letzte Standort, 1977 wurde der Triebwagen ausgemustert und bald darauf verschrottet.

## Konstruktive Merkmale
Der Triebwagen gehörte zu einer Serie von Nebenbahntriebwagen, für die die Waggon- und Maschinenbau Görlitz 1933 die Konstruktionszeichnungen erstellt hatte und diese an zahlreiche Verkehrsunternehmen verkaufte. Dieser Triebwagen war eine schwerere Ausführung für Steigungsstrecken. Mit ursprünglich 2 × 70 kW war er stark motorisiert, für die Bedürfnisse der VEE reichte es dennoch nicht aus, sodass sich die Gesellschaft mit dem VEE VT 101 einen noch stärkeren Triebwagen besorgte. Nach der Umbaumaßnahme vergrößerte sich die Leistung auf 2 × 107 kW.
Das Untergestell und das Kastengerippe, das außen mit 1,5 mm starkem Blech verkleidet war, bestand aus elektrisch verschweißten Baustahlprofilen. Das Untergestell erhielt ab Werk auf Grund der zugedachten Aufgaben eine Zug- und Stoßeinrichtung leichterer Bauart. Als Bremse dienten eine einlösige Bremse der Bauart Knorr, die für den Beiwagenbetrieb geeignet war. Gebremst wurden die Achsen einseitig. Die Inneneinrichtung unterteilte sich in das Fahrgastabteil und die Führerstände, die beide durch Trennwände und Drehtüren voneinander getrennt waren.
Das Gesamtgewicht vergrößerte sich durch die Umbaumaßnahme mit den größeren Motoren um gut vier Tonnen.